# Verenigingshuis
Een verenigingshuis is een huis waar men met (vaak een deel van) een vereniging bijeen is, bijvoorbeeld voor het houden van een maaltijd, een gespreksgroep, Bijbelstudie of een vergadering.
Vaak is een groot deel van de bewoners van het huis aangesloten bij de vereniging, wat het een stuk gemakkelijker maakt; de privacy van de bewoner(s) wordt immers niet geschonden omdat men, hetzij thuis, hetzij in een ander verenigingshuis- ook participeert in een activiteit.
Het huis krijgt vaak een vergoeding uit de verenigingskas voor de onder andere te schenken koffie en thee.